# Berliet VB

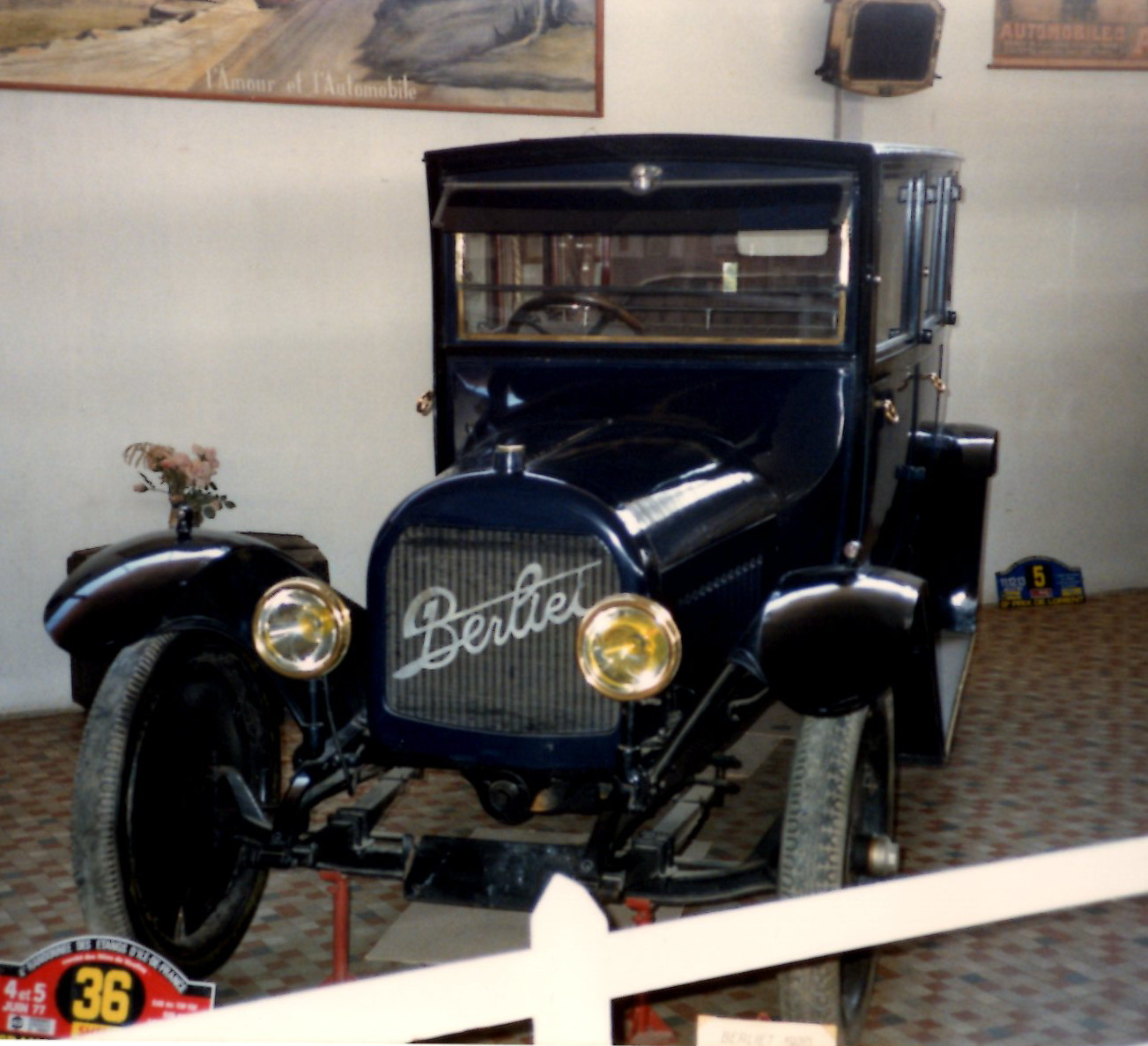
Berliet VB von 1920 mit geschlossener Karosserie

Der Berliet VB war ein Pkw-Chassis aus dem Jahr 1919, das vom Hersteller Berliet in Lyon nur ohne Aufbauten erhältlich war und wegen seiner steuerlich relevanten Leistung auch als Berliet 15HP bezeichnet wird.

## Geschichte und Technik
Obwohl Frankreich zu den Siegermächten des Ersten Weltkriegs gehörte, war seine Wirtschaft nach den vier Jahren Krieg stark ruiniert. Automobilhersteller Berliet, der während des Krieges vor allem Lkw vom Typ Berliet CBA gebaut hatte, wollte jetzt in Friedenszeiten zum Pkw-Bau zurückkehren, der vor  dem Ersten Weltkrieg die Hauptdomäne von Berliet gewesen war: Daneben hatte der Lkw-Bau nur eine unbedeutende Rolle gespielt.  Vor dem Krieg waren mehrere Modelle in Lyon parallel gebaut worden, jetzt sollte – amerikanischem Beispiel folgend – lediglich ein einziges Modell in großen Serien und zu dementsprechend niedrigem Preis produziert werden.
Nicht nur die Produktionsidee, sondern auch das konkrete Produktionsmodell wurde aus den USA kopiert. Vorbild des zukünftigen Modells war der Dodge 30, der von den drei in großen Massen produzierten amerikanischen Pkw (Ford Model T, Chevrolet 490 und Dodge 30) der neueste und modernste war. Wie sein Vorbild hatte der Berliet VB einen Vierzylindermotor. Der Berliet-Motor (Typ MA) hatte einen Hubraum von 3308 cm³ (Bohrung 90 mm, Hub 130 mm). Steuerlich war das Auto mit 15 CV fiscaux eingestuft; die bei 1450/min abgegebene effektive Leistung ist nicht überliefert, dürfte aber bei min. 30 PS gelegen haben.
Das Getriebe hatte wie das Vorbild drei Vorwärtsgänge und einen Rückwärtsgang. Vom Getriebe aus wurde die Antriebskraft über eine Kardanwelle an die Hinterachse übertragen.
Das Fahrzeug erhielt seine allgemeine Betriebserlaubnis vom örtlich und sachlich zuständigen Inspecteur des Mines im Januar 1920. Es wurde ab Ende 1919 bis mindestens 1921 in Serie gebaut.
Indessen verwendete Berliet für die Längsträger des Rahmens schlechteren Stahl als die Amerikaner. Dieser und weitere Mängel sowie diverse weitere Kinderkrankheiten führten dazu, dass der Berliet VB bald einen schlechten Ruf bekam: Statt einer erhofften Massenproduktion nach amerikanischen Maßstäben mit Tausenden von Automobilen fanden die wenigen gebauten Fahrzeuge keine Käufer. Neben den Mängeln kam hierbei hinzu, dass das Fahrzeug für den französischen Markt überdimensioniert war: Während man in Frankreich benzinsparende Kleinwagen wie den  Citroën Typ A bevorzugte, konnte der Berliet VB mit seinen über 3 Litern Hubraum eine nur kleine Käuferschicht ansprechen, die darüber hinaus auf Kopien US-amerikanischer Billigautos mit Kinderkrankheiten nicht sonderlich erpicht war.
Gleichzeitig brach der Lkw-Markt in Frankreich zusammen: Die französische Armee, die während des Krieges den Berliet CBA in fünfstelligen Stückzahlen erworben hatte, trennte sich von diesen jetzt im Frieden nicht mehr benötigten Lastkraftwagen und versteigerte sie für geringes Geld an zivile Kunden, die infolgedessen keine Neuwagen kauften. Beides führte dazu, dass Ende 1921 Berliet vorübergehend zahlungsunfähig war und ein Konkurs- bzw. Vergleichsverfahren über sich ergehen lassen musste.